# Yacouba Ali
Yacouba Ali (6 aprile 1992) è un ex calciatore nigerino, di ruolo centrocampista.

## Palmarès

### Club

#### Competizioni nazionali
- Campionato ivoriano: 1

Africa Sports: 2011